# Mari Mature
Mari Mature (en llatí Mari Maturus) va ser procurador dels Alps Marítims durant la guerra entre Otó i Vitel·li l'any 69.
Va reclutar a favor d'Otó als muntanyesos de la regió. Després de la mort d'Otó va conservar el càrrec per un temps i es va mantenir lleial a Vitel·li, però amenaçat i envoltat a Narbona per forces enemigues i al no estar segur de la fidelitat dels muntanyesos, va reconèixer de mala gana a Vespasià.